# لوک پیروز می‌شود
لوک پیروز می‌شود (انگلیسی: Luke Laughs Last) یک فیلم کمدی صامت کوتاه به کارگردانی هال روچ است که در سال ۱۹۱۶ منتشر شد.

## بازیگران
- هارولد لوید
- اسناب پالرد
- ببه دنیلز
- سمی بروکس
- باد جیمیسون
- چارلز استیونسون
- هری تاد